# Seošnica
Seošnica este un sat din comuna Rožaje, Muntenegru. Conform datelor de la recensământul din 2003, localitatea are 842 de locuitori (la recensământul din 1991 erau 957 de locuitori).

## Demografie
În satul Seošnica locuiesc 579 de persoane adulte, iar vârsta medie a populației este de 29,3 de ani (29,2 la bărbați și 29,5 la femei). În localitate sunt 178 de gospodării, iar numărul mediu de membri în gospodărie este de 4,73.
|  |

| Demografie | Demografie | Demografie |
| An         | Locuitori  | Locuitori  |
| ---------- | ---------- | ---------- |
|            |            |            |
|            |            |            |
|            |            |            |
|            |            |            |
| 1948       | 491        |            |
| 1953       | 570        |            |
| 1961       | 650        |            |
| 1971       | 667        |            |
| 1981       | 848        |            |
| 1991       | 957        | 955        |
| 2003       | 1048       | 842        |

| \| Componența etnică conform recensământului din 2003[2] \| Componența etnică conform recensământului din 2003[2] \| Componența etnică conform recensământului din 2003[2] \| Componența etnică conform recensământului din 2003[2] \| Componența etnică conform recensământului din 2003[2] \| \| ----------------------------------------------------- \| ----------------------------------------------------- \| ----------------------------------------------------- \| ----------------------------------------------------- \| ----------------------------------------------------- \| \| \| \| \| \| \| \| Bosniaci \| Bosniaci \| \| 769 \| 91,33% \| \| Musulmani \| Musulmani \| \| 59 \| 7% \| \| Albanezi \| Albanezi \| \| 3 \| 0,35% \| \| Muntenegreni \| Muntenegreni \| \| 2 \| 0,23% \| \| necunoscută \| necunoscută \| \| 1 \| 0,11% \| |              |  |     |        |
| Componența etnică conform recensământului din 2003 |              |  |     |        |
| |              |  |     |        |
| Bosniaci | Bosniaci     |  | 769 | 91,33% |
| Musulmani | Musulmani    |  | 59  | 7%     |
| Albanezi | Albanezi     |  | 3   | 0,35%  |
| Muntenegreni | Muntenegreni |  | 2   | 0,23%  |
| necunoscută | necunoscută  |  | 1   | 0,11%  |